# Loushanguan Road
Loushanguan Road (娄山关路) is een station van de metro van Shanghai, gelegen in het district Changning. Het station ligt aan lijn 2 en lijn 15 en werd op 30 december 2006 geopend voor lijn 2 als onderdeel van de extensie in westelijke richting van de lijn van Zhongshan Park naar Songhong Road. Op 23 januari 2021 werd eveneens de perrons voor lijn 15 geopend en werd het station een overstaphalte tussen beide lijnen.
Het station bevindt zich onder de kruising van Loushanguan Road en Tianshan Road, waarlangs de bedding van lijn 2 loopt. Het station ligt ongeveer halfweg tussen de Shanghai Hongqiao International Airport en de Huangpu Jiang rivier.
East Xujing · Station Shanghai Hongqiao · Hongqiao Airport Terminal 2 · Songhong Road · Beixinjing · Weining Road · Loushanguan Road · Zhongshan Park · Jiangsu Road · Jing'an Temple · West Nanjing Road · People's Square · East Nanjing Road · Lujiazui · Dongchang Road · Century Avenue · Shanghai Science & Technology Museum · Century Park · Longyang Road · Zhangjiang Hi-Tech Park · Jinke Road · Guanglan Road · Tangzhen · Middle Chuangxin Road · East Huaxia Road · Chuansha · Lingkong Road · Yuandong Avenue · Haitiansan Road · Pudong International Airport

Lijnen van de metro van Shanghai: 1 · 2 · 3 · 4 · 5 · 6 · 7 · 8 · 9 · 10 · 11 · 12 · 13 · 14 · 15 · 16 · 17 · 18 · Pujiang Line